# Аргумент (логика)
Аргумент (лат. argumentum) в логике — это ряд утвердительных предложений (суждений), состоящий из посылок (доводов) и вывода.
Аргумент в бытовом языке (до́вод) — логическая посылка, используемая отдельно или в совокупности с другими с целью доказательства истинности определённого утверждения — тезиса. Чтобы тезис можно было считать истинным, все аргументы должны содержать в себе истинную информацию, достаточную для доказательства тезиса с помощью верных логических умозаключений. Аргументы бывают с отсылкой на 1) эксперимент 2) логику 3) авторитет 4) здравый смысл 5) личное мнение.

## Аргументация в логике
Аргументация может быть доказательной и недоказательной:
- доказательная аргументация — установление истинности тезиса, являющегося достоверным суждением, с использованием логических формул с помощью аргументов, истинность которых установлена заранее; форма такой аргументации — дедукция;
- недоказательная аргументация тезисов, являющихся правдоподобными суждениями, бывает трёх видов:
  - истинность аргументов (всех или некоторых) не доказана; формы аргументации — дедукция или полная (научная) индукция;
  - истинность аргументов установлена заранее; формы аргументации — индукция, аналогия;
  - аргументы правдоподобны; формы аргументов — индукция, аналогия.
- Аргумент — суждение (или совокупность взаимосвязанных суждений), посредством которого обосновывается истинность другого суждения (или теории).

## Аргументация в ораторском искусстве
Аргумент в ораторском искусстве — это факты, данные исследований, события, практические примеры, направленные на доказательство тезиса.
В античной риторике Аристотель выделял аргументы трёх типов: этос, пафос и логос.
- Этос — этическая, нравственная позиция человека, готовящегося своей речью подвигнуть людей на определённые действия, призвать к изменению взглядов, отношения к предмету высказывания; этос самым прямым образом соотносится с чувством гражданской ответственности за сказанное или написанное слово.
- Логос — та важная для людей мысль, идея, которая должна стать предметом их активного размышления и усвоения на диалектическом уровне.
- Пафос — это соответствующая ситуации и цели высказывания форма речевого выражения, в наибольшей степени способствующая пониманию и усвоению смысла высказывания.

В современной риторике Николай Овчаров определяет три формы аргументации:
- Теоретическая — научные факты, исследования, научные публикации, статистика.
- Практическая — практические примеры на своём или чужом опыте.
- Визуальная — пример с известным человеком, образом или событием.